# Monitory typu Milwaukee
Monitory typu Milwaukee – typ amerykańskich monitorów rzecznych z lat 60. XIX wieku, składający się z czterech jednostek. Brały udział w walkach w końcowym okresie wojny secesyjnej.

## Historia powstania
Projekt okrętów powstał na zapotrzebowanie Marynarki USA na duże dwuwieżowe monitory do operacji na zachodnich rzekach i Zatoce Meksykańskiej, uzbrojone w aż cztery 11-calowe działa i nie przekraczające 6 stóp zanurzenia (1,8 m). Projekt wykorzystywał na dziobie okrętów nowe, opatentowane wieże artyleryjskie Eadsa, bardziej zaawansowane technicznie od wież projektu Ericssona instalowanych na rufie, wykorzystywanych dotąd na jednostkach tej klasy, począwszy od USS Monitor. 
Zamówiono budowę czterech okrętów. Stocznia Jamesa B. Eadsa dostała zlecenie na budowę dwóch: "Milwaukee" i "Winnebago", trzeci "Chickasaw" był budowany w zakładach Thomasa Gaylorda w Cincinnati, a czwarty "Kickapoo" w zakładach G.B. Allen w Saint Louis. "Chickasaw" odróżniał się od pozostałych, będąc wyposażony w obie wieże Ericssona. Koszt jednej jednostki wynosił ok. 390.000 dolarów
Daty wejścia do służby: "Winnebago" 27 kwietnia 1864, "Chickasaw" 14 maja 1864, "Kickapoo" 8 lipca 1864, "Milwaukee" 27 sierpnia 1864.

## Opis
Były to jednostki płaskodenne, o konstrukcji żelaznej kadłuba. Burty w części nadwodnej i częściowo podwodnej, były pokryte deskami sosnowymi grubości 38 cm (15") i opancerzone płytami żelaznymi grubości 76 mm (trzy warstwy po 1 cal), na wysokość 107 cm (3⅛'). Wypukły pokład był pokryty płytami grubości 19 mm na "Chickasaw" i "Kickapoo", a 38 mm (dwie warstwy) na "Milwaukee" i "Winnebago". Wieże miały pancerz 203 mm (w przypadku wież Eadsa, 8 warstw po 1 cal). Sterówka był pokryta płytami grubości 76 mm. Oprócz sterówki (i ustępu na rufie), okręty były pozbawione nadbudówek.
Uzbrojenie stanowiły cztery 11-calowe (279 mm) gładkolufowe działa Dahlgrena w dwóch cylindrycznych wieżach, w części dziobowej i rufowej okrętu. W odróżnieniu od wieży Ericssona, osadzonej na osi, wieże Eadsa wykorzystywały łożyska kulkowe na obwodzie, podobnie jak w brytyjskim systemie Colesa. Pozwalało to na lepsze przenoszenie ciężaru wieży. Wieże te posiadały także obrotową strukturę pod nimi we wnętrzu kadłuba. Działa były umieszczone na platformie, która mogła być opuszczana do wnętrza kadłuba w celu załadowania i umożliwiało też uzyskanie większych kątów podniesienia bez zwiększania strzelnic (20° w stosunku do 10°). Mechanizmy wieży, łącznie z mechanizmem otwierania strzelnic i mechanizmami oporowymi powrotnymi dział, miały napęd parowy. Wieża mieściła 6 osób obsady. Wieże Eadsa były używane tylko na okrętach tego typu.
Napęd, nietypowo dla okrętów rzecznych, stanowiły 4 czterołopatowe żelazne śruby średnicy 229 cm (7⅛') (układ napędowy był podobny do monitora "Ozark"). Napędzane były przez cztery silniki parowe o średnicy cylindrów 66 cm (26") i skoku 61 cm (24"), przy tym po dwie maszyny pracowały na wspólny wał, napędzający parę śrub. Okręty miały siedem kotłów cylindrycznych w trzech niezależnych grupach, rozmieszczonych obok siebie na śródokręciu, z których spaliny były odprowadzanie przez jeden komin. Prędkość kontraktowa wynosiła 9 węzłów, którą jednostki osiągały lub przekraczały.

## Służba w skrócie
Okręty weszły do służby już po zakończeniu kampanii na Missisipi, stąd były głównie używane na wodach przybrzeżnych, w składzie West Gulf Blockading Squadron (Eskadry Blokady Zatoki Zachodniej). "Chickasaw" i "Winnebago" brały udział w bitwie w zatoce Mobile. "Milwaukee" zatonął 28 marca 1865 na minie na rzece Blakely River, pozostałe trzy zostały wycofane ze służby czynnej po zakończeniu wojny w lipcu-wrześniu 1865 i ostatecznie sprzedane w 1874.
Okręty były uważane za udane, jak na okręty rzeczne, nadawały się także do operacji przybrzeżnych, aczkolwiek wyrażano opinie, że są nieco zbyt słabe do tego celu.